# Eschatoceras punctifrons
Eschatoceras punctifrons är en insektsart som beskrevs av Ludwig Redtenbacher 1891. Eschatoceras punctifrons ingår i släktet Eschatoceras och familjen vårtbitare. Inga underarter finns listade i Catalogue of Life.